# Microsoft .NET
El framework Microsoft .NET és un component programari que pot ser afegit o estar inclòs al Sistema Operatiu Microsoft Windows. És l'entorn per la creació, distribució i execució de totes les aplicacions que suporten aquest entorn. La tecnologia .NET (pronunciat"dot Net") va ser presentada l'any 2000 per Microsoft. Al principi va ser concebuda com a alternativa a Java, de l'empresa Sun Microsystems.
El concepte de la tecnología .NET de Microsoft, entre d'altres, ofereix la possibilitat que programari modern pugui ser executat en un sistema de manera independent al maquinari (per exemple a una PDA o als aparells mòbils).
Aquesta tecnologia ofereix també solucions mig-fetes per a programadors i d'aquesta manera desenvolupar programari més ràpidament.
El Projecte Mono de l'empresa Novell fa possible que programari que utilitza la tecnologia "dot Net" s'executi en altres sistemes operatius com GNU/Linux o el MacOS X de l'empresa Apple.
Una especialitat d'aquesta tecnologia és que, a diferència de Java, hi ha més de 40 llenguatges de programació per a triar. Començant per C++, C# (pronunciat"ce Sharp"), o Visual Basic.Net i passant per Delphi.Net proveït per l'empresa Borland.

## Prestacions
- Des del Febrer del 2008 el codi de les Base Class Library del .NET Framework 3.5 és obert i sota llicència restringida de Shared source. Això pot ajudar els programadors a fer millor programari, ja que es pot entendre el que s'hi amaga darrere les funcions fins ara encapsulades.
- La plataforma .NET és gratuïta i pot ser descarregada de la pàgina web de Microsoft.
- Entre altres coses s'hi ha introduït el "Garbage Collector" (recollidor de memòria) que s'encarrega automàticament cada cert temps d'alliberar la memòria reservada pel programa i evita així que aquests blocs de memòria es quedin bloquejats "Memory Leaks". Aquest tipus d'errors al passat eren molt difícils de trobar.
- Els llenguatges de programació poden ser barrejats en diferents projectes.
- S'ha d'instal·lar a sistemes antics, per exemple Windows 2000. A Windows Vista i Windows Server 2003 ja venen preinstal·lats.
- La versió 3.5 és més grossa de 150 MB.
- Com que hi ha un nou nivell entre el sistema operatiu i el programari el temps d'execució és una mica més lent que un programari amb codi natiu.

## Estructura

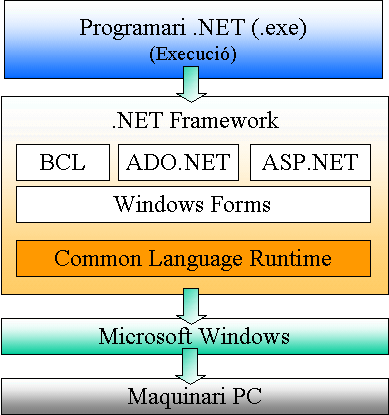
Estructura del .NET Framework

Un programa que ha estat compilat amb la tecnologia .NET té l'extensió estàndard ".exe", però el fitxer no conté cap codi natiu, sinó un codi intermedi anomenat CIL (Common interface Language), abans anomenat MSIL (Microsoft intermediate Language). Aquest codi intermedi és interpretat pel CLR (Common Language Runtime) i passa les dades al sistema operatiu. El CLR és el cor de .NET.
La tecnologia .NET conté altres tecnologies i biblioteques que el programari.NET pot aprofitar:
- Base Class Library – BCL (Biblioteca de classes bàsica): Conté objectes i funcions per a llegir fitxers, encriptació de dades, tractament de fitxers XML, entre d'altres.
- ADO.NET: Comunicació amb bases de dades com Microsoft SQL Server u Oracle entre d'altres.
- ASP.NET: Tecnologia per a crear pàgines web dinàmiques.
- Windows Forms: Interfície de l'usuari (botons, finestres, etc.)